# أرال سيمسير
أرال سيمسير (مواليد 19 يونيو 2002) هو لاعب كرة قدم دنماركي يلعب في مركز المهاجم في نادي ميتييلاند.

## روابط خارجية
- أرال سيمسير على موقع الاتحاد الأوربي (الإنجليزية)
- أرال سيمسير على موقع اتحاد النرويج (النرويجية)
- أرال سيمسير على موقع قاعدة بيانات كرة القدم.إي يو (الإنجليزية)
- أرال سيمسير على موقع Soccerway.com (الإنجليزية)